# Avirey-Lingey
 Avirey-Lingey  es una población y comuna francesa, en la región de Champaña-Ardenas, departamento de Aube, en el distrito de Troyes y cantón de Les Riceys.

## Demografía
| 282 | 260 | 212 | 225 | 198 | 210 |
| Para los censos de 1962 a 1999 la población legal corresponde a la población sin duplicidades (Fuente: INSEE [Consultar]) |     |     |     |     |     |